# Athens (Maine)
Athens ist eine Town im Somerset County des Bundesstaates Maine in den Vereinigten Staaten. Im Jahr 2020 lebten dort 952 Einwohner in 579 Haushalten auf einer Fläche von 112,95 km².

## Geographie
Nach dem United States Census Bureau hat Athens eine Gesamtfläche von 112,95 km², von der 112,93 km² Land sind und 0,02 km² aus Gewässern bestehen.

### Geographische Lage
Athens liegt im Süden des Somerset Countys und grenzt an das Piscataquis County. Im Südosten grenzt der Great Moose Lake an das Gebiet und sein Zufluss, der Black Stream, bildet einen Teil der Grenze der Town. Im Nordwesten grenzt der Ironbound Pond an. Auf dem Gebiet der Town befinden sich nur kleinere Seen. Die Oberfläche ist leicht hügelig, der 284 m hohe Stickney Hill ist die höchste Erhebung.

### Nachbargemeinden
Alle Entfernungen sind als Luftlinien zwischen den offiziellen Koordinaten der Orte aus der Volkszählung 2010 angegeben.
- Norden: Brighton Plantation, 11,6 km
- Nordosten: Wellington, Piscataquis County, 14,0 km
- Osten: Harmony, 9,7 km
- Südosten: Hartland, 14,9 km
- Süden: Cornville, 11,0 km
- Westen: Solon, 11,4 km
- Nordwesten: Bingham, 13,8 km

### Stadtgliederung
In Athens gibt es drei Siedlungsgebiete: Athens, Corsons Corner und West Athens.

### Klima
Die mittlere Durchschnittstemperatur in Athens liegt zwischen −9,4 °C (15 °F) im Januar und 20,0 °C (68 °F) im Juli. Damit ist der Ort gegenüber dem langjährigen Mittel der USA um etwa 9 Grad kühler. Die Schneefälle zwischen Oktober und Mai liegen mit bis zu zweieinhalb Metern mehr als doppelt so hoch wie die mittlere Schneehöhe in den USA; die tägliche Sonnenscheindauer liegt am unteren Rand des Wertespektrums der USA.

## Geschichte
Nach der Vermessung wurde das Gebiet als Township No. 2, Second Range North of Plymouth Claim, East of Kennebec River (T2 R2 NPC EKR) sowie als Berwick Academy Grant und Kinsmantown bezeichnet. Als Town wurde Athens am 7. März 1804 organisiert. Teile von Hartland wurden im Jahr 1821 hinzugenommen und Teile der Brighton Plantation in den Jahren 1838 und 1862.
Erste Siedler waren ehemalige Soldaten des Amerikanischen Unabhängigkeitskriegs. Die Somerset Academy war eine frühe weiterführende Schule in dem Gebiet. Das Gebäude wurde in die Denkmalliste des Somerset Countys eingetragen und beherbergt heute das Town Office.

### Einwohnerentwicklung
| Volkszählungsergebnisse – Town of Athens, Maine | Volkszählungsergebnisse – Town of Athens, Maine | Volkszählungsergebnisse – Town of Athens, Maine | Volkszählungsergebnisse – Town of Athens, Maine | Volkszählungsergebnisse – Town of Athens, Maine | Volkszählungsergebnisse – Town of Athens, Maine | Volkszählungsergebnisse – Town of Athens, Maine | Volkszählungsergebnisse – Town of Athens, Maine | Volkszählungsergebnisse – Town of Athens, Maine | Volkszählungsergebnisse – Town of Athens, Maine | Volkszählungsergebnisse – Town of Athens, Maine |
| Jahr                                            | 1800                                            | 1810                                            | 1820                                            | 1830                                            | 1840                                            | 1850                                            | 1860                                            | 1870                                            | 1880                                            | 1890                                            |
| ----------------------------------------------- | ----------------------------------------------- | ----------------------------------------------- | ----------------------------------------------- | ----------------------------------------------- | ----------------------------------------------- | ----------------------------------------------- | ----------------------------------------------- | ----------------------------------------------- | ----------------------------------------------- | ----------------------------------------------- |
| Einwohner                                       |                                                 | 374                                             | 590                                             | 1200                                            | 1427                                            | 1460                                            | 1417                                            | 1540                                            | 1310                                            | 1072                                            |
|                                                 |                                                 |                                                 |                                                 |                                                 |                                                 |                                                 |                                                 |                                                 |                                                 |                                                 |
| Jahr                                            | 1900                                            | 1910                                            | 1920                                            | 1930                                            | 1940                                            | 1950                                            | 1960                                            | 1970                                            | 1980                                            | 1990                                            |
| Einwohner                                       | 896                                             | 914                                             | 766                                             | 760                                             | 742                                             | 725                                             | 602                                             | 592                                             | 802                                             | 897                                             |
|                                                 |                                                 |                                                 |                                                 |                                                 |                                                 |                                                 |                                                 |                                                 |                                                 |                                                 |
| Jahr                                            | 2000                                            | 2010                                            | 2020                                            | 2030                                            | 2040                                            | 2050                                            | 2060                                            | 2070                                            | 2080                                            | 2090                                            |
| Einwohner                                       | 847                                             | 1019                                            | 952                                             |                                                 |                                                 |                                                 |                                                 |                                                 |                                                 |                                                 |

## Kultur und Sehenswürdigkeiten

### Bauwerke
In Athens wurde ein Bauwerk unter Denkmalschutz gestellt und ins National Register of Historic Places aufgenommen.
- Somerset Academy, 1984 unter der Register-Nr. 84001499.[10]

## Wirtschaft und Infrastruktur

### Verkehr
Im Village Athens kreuzen sich die Maine State Route 150 und die Maine State Route 151.

### Öffentliche Einrichtungen
Es gibt keine Krankenhäuser oder medizinischen Einrichtungen in Athens. Die nächstgelegenen befinden sich in Skowhegan, Madison, Hartland und Bingham.
In Athens gibt es keine Bücherei. Nächstgelegene Büchereien befinden sich in Solon, Hartland und Skowhegan.

### Bildung
Athens gehört mit Brighton Plantation, Dexter, Exeter, Garland, Ripley und Harmony zur Alternative Organizational Structure No. 94.
Im Schulbezirk werden mehrere Schulen angeboten:
- Ridge View Community School in Dexter, Pre-Kindergarten bis 8. Schuljahr
- Harmony Elementary School in Harmony, mit Schulklassen von Kindergarten bis 8. Schuljahr
- Athens Community School in North Athens, mit Schulklassen von Kindergarten bis 8. Schuljahr
- Dexter Regional High School in Dexter, mit den Schuljahren 9 bis 12
- Tri-County Technical Center in Dexter, Zusatzangebot für High-School-Schüler